# 李懐信
李 懐信（り かいしん、生没年不詳）は、明代の軍人。本貫は大同府。

## 生涯
代々の蔭官により都指揮僉事となり、山西都司を管掌した。清廉につとめて、たびたび推薦を受けた。万暦年間、延綏中路参将に転じ、定辺副総兵に進んだ。ボショクト・ジノン・火落赤・鉄雷・擺言太らが連年辺境を侵犯したが、懐信はたびたびこれらを撃破した。このころ杜松・王威・張承廕・官秉忠らとともに明の西北辺を守り、諸部の侵入は激しかったものの、兵の士気は衰えなかった。
1615年（万暦43年）、懐信は甘粛総兵官に抜擢され、延安府の人に生祠を立てられた。松山部が侵入して蘆溝墩の各所を略奪すると、懐信は迎撃してこれを破った。300人あまりを斬首し、馬や武器を大量に鹵獲した。ほどなく三道に分かれて鎮番の諸堡を侵犯してくると、懐信は兵を分けてこれを迎撃した。敵が引き返すと追撃して、190あまりの首級を得た。甘粛は北に松山部があり、南に青海部があって、防御の難しい土地であったが、懐信は諸部の侵入の多くを撃退して、威名が河西に鳴り響いた。
1619年（万暦47年）、遼東でチャハルや後金の勢力が拡大すると、懐信は援勦総兵官とされ、遼東の救援に赴いた。ときに熊廷弼が経略となり、懐信は柴国柱・賀世賢とともに4万人で瀋陽を守備した。チャハル部の煖兎・炒花が侵入を図ると、懐信は熊廷弼の命を受けて首山に駐屯した。1621年（天啓元年）、後金が遼陽に侵攻すると、懐信は侯世禄・蔡国柱・姜弼・董仲葵らとともに5万の兵を率いて遼陽城の東南5里に駐屯したが、後金の左翼4旗に敗れた。1622年（天啓2年）、大同に駐屯した。1623年（天啓3年）、罷免された。ほどなくかつての辺境での軍功により、左都督に進んだ。長らくを経て、家で死去した。